# هريبسيمه سيمونيان
هريبسيمه سيمونيان (الأرمينية: Հռիփսիմե Սիմոնյան، ولدت في 2 يناير 1916 في قارص - 28 سبتمبر 1998، في يريفان) كانت فنانة أرمنية ونحاتة، لها مساهمة كبيرة في تطوير الفن الزخرفي والسيراميك. «فنانة الشعب في أرمينيا (1974)».

## المهنة
ولدت في عام 1916 في قارص. وتخرجت من أكاديمية تبليسي للفنون في عام 1945، وتخصصت في النحت والفخار الصغير. منذ عام 1956، تولت منصب رئيس قسم الفخار في معهد الفنون والمسرح الحكومي في يريفان، من عام 1977 حصلت على درجة أستاذ. في عام 1945، بدأت إدارة الفنون التطبيقية في جمعية الرسامين الأرمن (نقابة الفنانين) والتي قادتها حتى عام 1975. صممت سلسلة من المنمنمات وأدوات المائدة عندما أطلق مصنع كريستال يريفان إنتاجًا كبيرًا من البلورات، انتقل تطورها الإبداعي من المنمنمات الخزفية والطينية إلى الأواني الفخارية ذات الأشكال المعمارية بالإضافة إلى المنحوتات الطينية الكبيرة التي تقوم حاليًا بتزيين المباني العامة والبلدية والشوارع والحدائق في يريفان وموسكو.
هيربسيم سيمونيان هي مؤسسة الفن التطبيقي الأرمني. يتم التعبير عن أرمينيا من خلال فن له شكل وتهجين بالفخار، والزخارف في الصور تشكل أساس أعمالها. يتناول ريبسيم سيمونيان في فنها أيضاً أدب أرمينيا: الأساطير والخرافات الوطنية، وشعر سيات نوفا وهوفهان تومانيان، وكلمات أغنياء وأثرياء أفيتيك إيساهاكيان، والعالم المتحمس لصور إيغيش شارانت.
ربطت فنها بشخصيات فنية شهيرة، وأقامت معرضًا كاملاً من التماثيل الشخصية لأرام خاشاتوريان، وكونستانتين سارادجيف، وأفيتيك إساهاكيان، وستيبان زوريان، وزينيدا بالي، وروبن بارونيان وغيرهم من عام 1950-1958.

## الجوائز
بعد أن شاركت في المعارض الجمهورية والفدرالية والدولية، حصلت على العديد من الدبلومات (جنيف 1965، (إيطاليا) 1969، 1971، 1972، فيلنيوس 1971، 1970، 1972، 1978، 1980)، وبراغ 1962، وتم منحها ميدالية فضية.

## المعارض
قدمت معارض فردية في يريفان في الأعوام (1943، 1947، 1966، 1996)، في موسكو (1967)، في كييف (1976)، في تبليسي (1982).

## العائلة
- الزوج - روبن بارونيان، جراح
- الابن - آرتسفين غريغوريان، مهندس معماري[3]

## معرض الصور

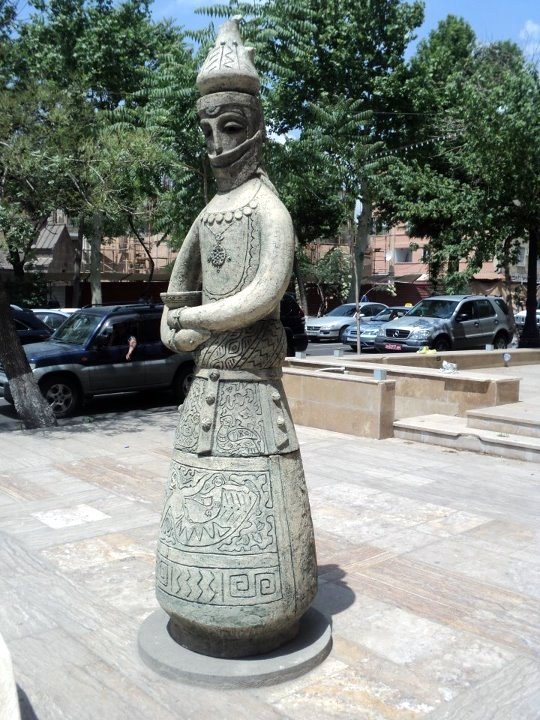
فتاة من فان، شارع أبوفيان، يريفان
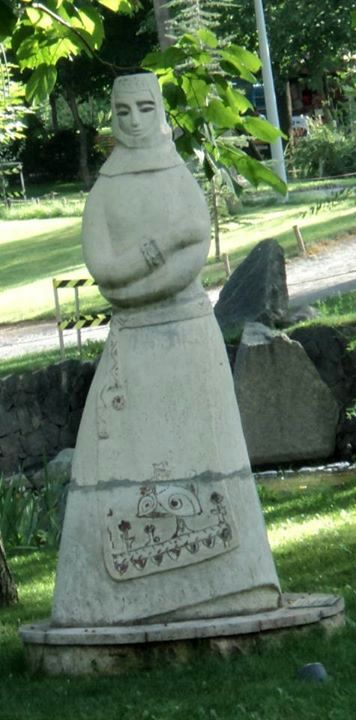
أرمينوهي، حديقة العشاق، يريفان
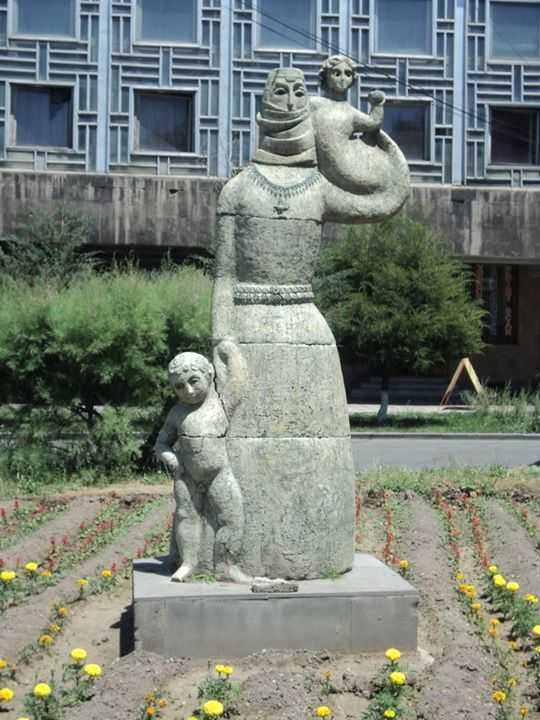
"أمومة"، يريفان، نور نورك
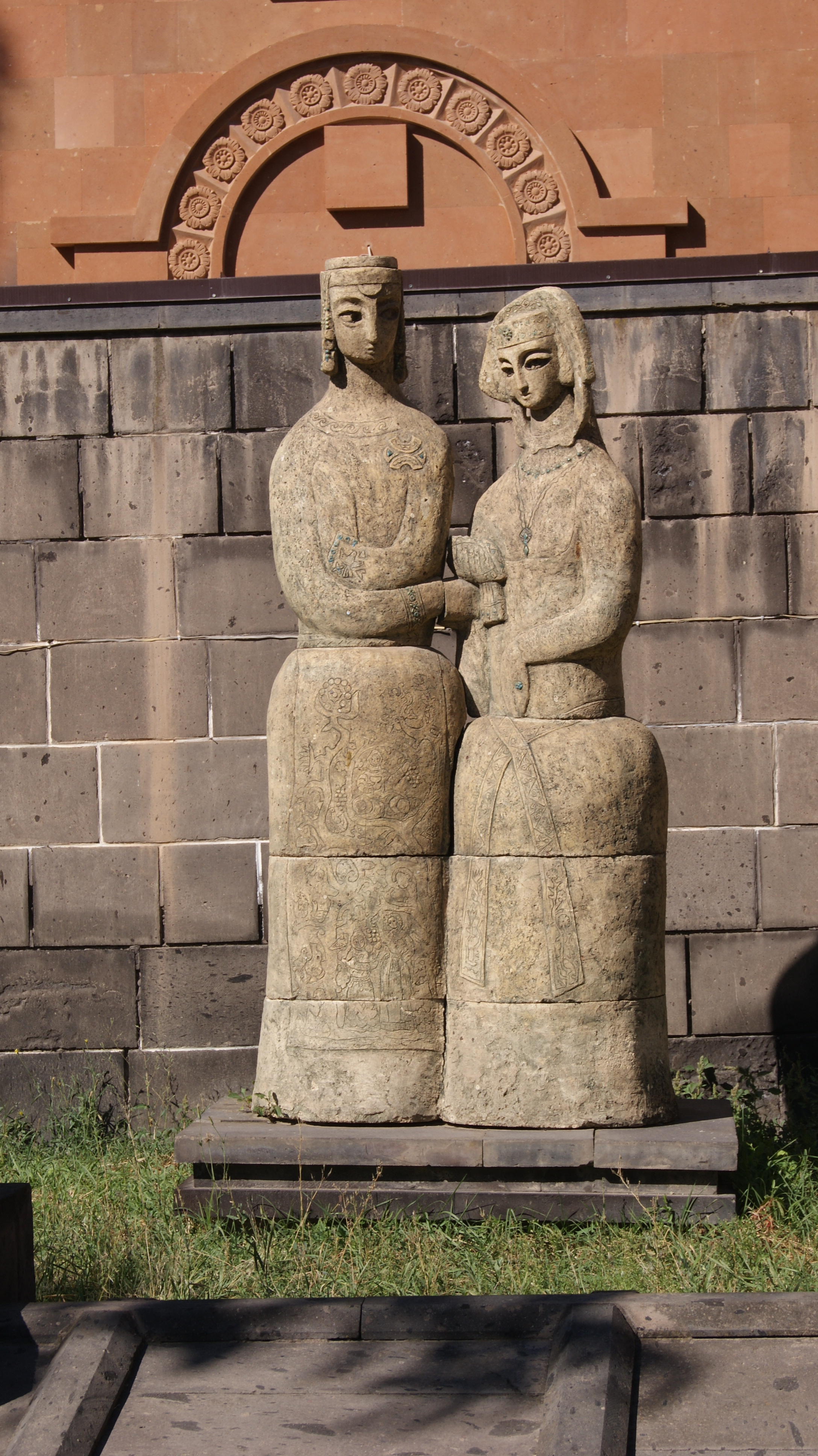
الصديقات، غيومري